# Płyta traserska

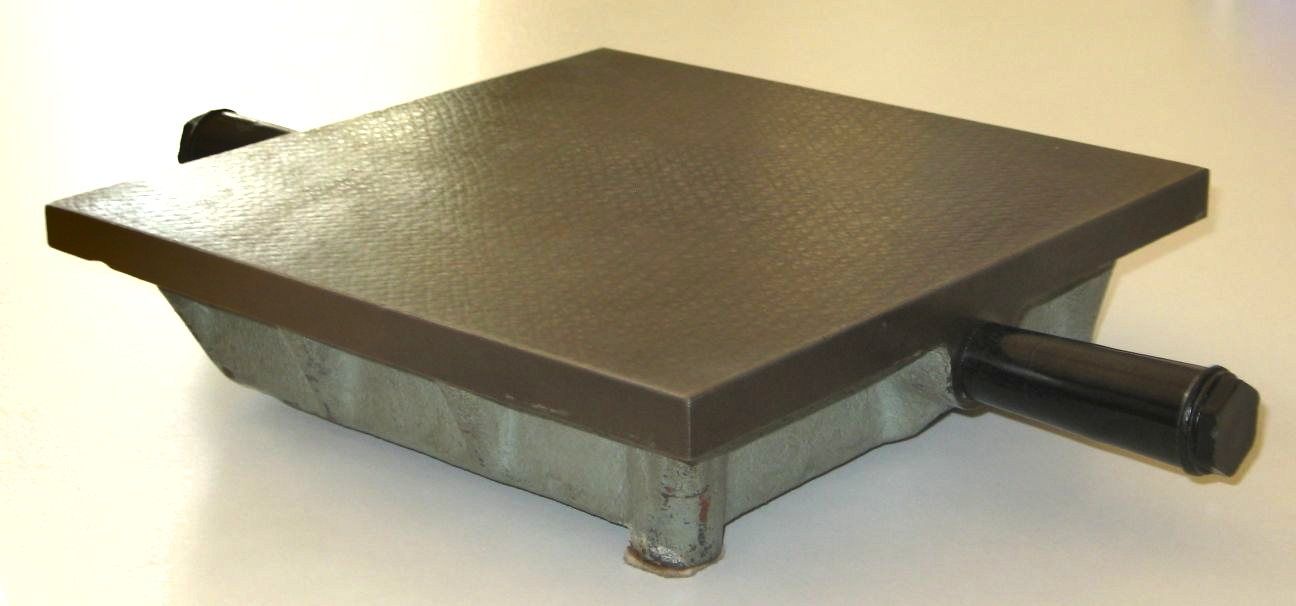
Płyta pomiarowa żeliwna - powierzchnia pomiarowa 250×250 mm

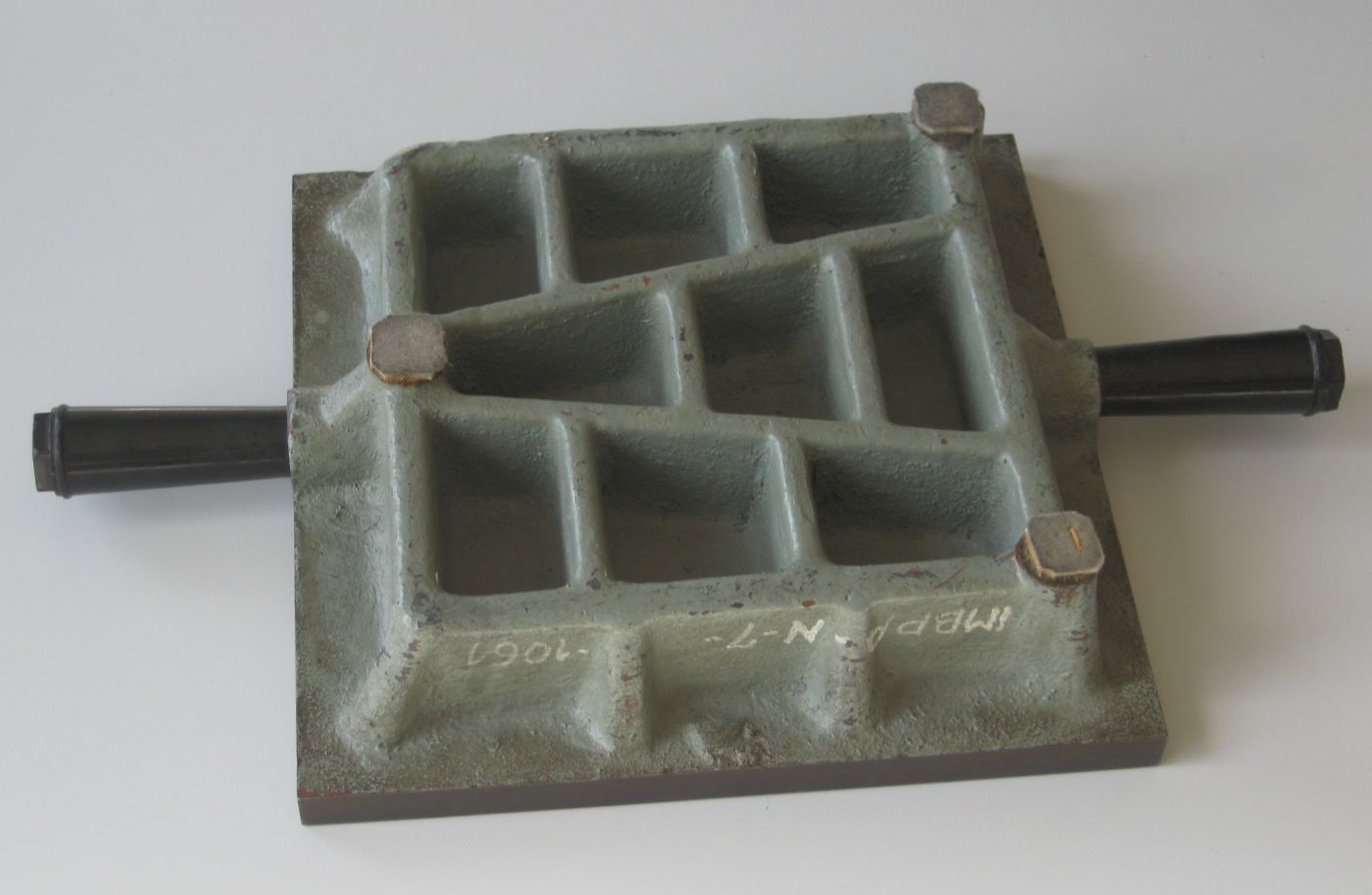
Płyta pomiarowa żeliwna - widok użebrowania

Płyta traserska – płyta pomiarowa – służy jako płaszczyzna odniesienia w pomiarach elementów maszynowych np. za pomocą wysokościomierza, do trasowania oraz do sprawdzania płaskości metodą tuszowania.
Płyty pomiarowe są wykonywane najczęściej z żeliwa (w postaci użebrowanego odlewu),  z granitu (pełne), a także ze specjalnej ceramiki (użebrowane). Masa płyt granitowych jest większa niż stalowych np. dla płyt o wymiarach 1200×800 mm płyta żeliwna ma masę 287 kg przy grubości 175 mm a granitowa o grubości 150 mm - 480 kg. Płyty ceramiczne mogą być znacznie lżejsze, gdyż materiał ma małą masę właściwą i daje się formować w sposób zapewniający dużą sztywność.  
Górna powierzchnia płyty żeliwnej jest dokładnie obrobiona za pomocą frezowania, strugania, szlifowania lub skrobania. Wymiary płyt żeliwnych sięgają od 160×160 mm do 8000×3000 mm i masie ok. 16000 kg. Małe płyty mają 3 punkty podparcia, a największe ponad 20 i wymagają instalacji w celu minimalizacji deformacji wywołanych własnym ciężarem. 
Najczęściej spotykane są płyty wykonane według normy DIN 876, która określa cztery klasy dokładności wykonania: 0, I, II i III. Najdokładniejsza jest klasa 0, dla której błąd w μm można wyznaczyć ze wzoru 4+L/250 (L należy podać w mm). Dopuszczalne błędy  w klasie III są 10-krotnie większe.
Płyta pomiarowa wykorzystywana jest np. w dokładnych pomiarach kąta za pomocą liniału sinusowego.